# NGC 7823
NGC 7823 is een balkspiraalstelsel in het sterrenbeeld Toekan. Het hemelobject werd op 11 augustus 1836 ontdekt door de Britse astronoom John Herschel.

## Synoniemen
- ESO 111-12
- IRAS 00022-6220
- PGC 328